# Iassatchnaïa
La rivière Iassatchnaïa (en russe : Ясачная) est un cours d'eau de la Russie d'Asie, long de 490 km et un affluent gauche de la Kolyma.

## Géographie
Il coule dans le nord-est de la Sibérie orientale. La rivière prend sa source sur le versant oriental des monts Tchersky dans le raïon de Iagodnoïe dans l'oblast de Magadan, puis coule dans la plaine de la Kolyma située en République de Sakha, où elle se jette dans la Kolyma au niveau de la commune urbaine de Zyrianka.
Son bassin a une superficie de 35 900 km2. Le débit moyen est de 302 m3/s avec un minimum de 17,8 m3/s en mars et un maximum de 1 221 m3/s en juin. La Iassatchnaïa est gelée d'octobre à fin mai - début juin. Elle est navigable sur son cours inférieur.